# Fred Knoth
Fred Knoth (* 12. September 1907; † 21. Januar 1976) war ein US-amerikanischer Filmtechniker für Spezialeffekte und visuelle Effekte, der bei der Oscarverleihung 1955 mit dem Academy Technical Achievement Award, den Oscar für technische Verdienste, ausgezeichnet wurde.

## Leben
Knoth begann seine Karriere in der Filmwirtschaft Hollywoods 1938 als Spezialist für visuelle Effekte für den unter der Regie von John G. Blystone sowie Hal Roach entstandenen Laurel-und-Hardy-Films Als Salontiroler (Swiss Miss), in dem er für den Bau der Miniaturmodelle verantwortlich war. In den folgenden Jahren arbeitete er bis 1968 als Fachmann für Spezial- und visuelle Effekte an der Herstellung von sechzehn Filmen mit.
Während dieser Zeit war Knoth in der Filmtechnikabteilung der Universal Studios beschäftigt und wurde gemeinsam mit Orien Ernest bei der Oscarverleihung 1955 mit dem Oscar für technische Verdienste (Technical Achievement Award) ausgezeichnet, und zwar „für die Entwicklung einer tragbaren elektrischen Trockenöl-Nebelmaschine“ (‚For the development of a hand portable, electric, dry oil-fog machine‘).
Bekannte Filme, an deren Herstellung er beteiligt war, waren Abbott und Costello treffen Frankenstein (Abbott and Costello Meet Frankenstein, 1948) von Charles Barton mit Bud Abbott, Lou Costello und Lon Chaney junior, Die unglaubliche Geschichte des Mister C. (The Incredible Shrinking Man, 1957) von Jack Arnold mit Grant Williams, Randy Stuart und April Kent, Der Flug zur Hölle (The Land Unknown, 1957) von Virgil W. Vogel mit Jock Mahoney, Shirley Patterson und William Reynolds sowie Die Unerschrockenen (Hellfighters, 1968) von Andrew V. McLaglen mit John Wayne, Katharine Ross und Jim Hutton.

## Auszeichnungen
- 1955: Oscar für technische Verdienste (Academy Technical Achievement Award)

## Filmografie (Auswahl)
- 1938: Als Salontiroler (Swiss Miss)
- 1948: Abbott und Costello treffen Frankenstein (Abbott and Costello Meet Frankenstein)
- 1954: Der eiserne Ritter von Falworth (The Black Shield of Falworth)
- 1955: Was der Himmel erlaubt (All That Heaven Allows)
- 1957: Die unglaubliche Geschichte des Mister C. (The Incredible Shrinking Man)
- 1962: Wer die Nachtigall stört (To Kill a Mockingbird)
- 1963: Der Kommodore (A Gathering of Eagles)
- 1964: Ein tollkühner Draufgänger (The Lively Set)
- 1968: Die Unerschrockenen (Hellfighters)